# Scoglio di Marargiu
Lo scoglio di Marargiu è uno scoglio del mar di Sardegna situato a ridosso della costa occidentale della Sardegna.

Appartiene amministrativamente al comune di Bosa.